# Gonin (film)
Gonin è un film del 1995, scritto e diretto da Takashi Ishii. Ha avuto anche un seguito nel 1996, intitolato Gonin 2 e diretto nuovamente da Ishii.

## Trama
Indebitatosi fino al collo per mantenere la sua discoteca, Bandai organizza una rapina per derubare il boss mafioso Ogoshi, il suo temibile creditore. Incappucciati ed armati, Bandai ed altri quattro complici (un ex poliziotto, un impiegato, un travestito e un protettore) penetrano negli uffici di Ogoshi e portano via un ingente bottino. Il colpo sembra essere andato bene e i cinque autori riprendono a fare le vite di prima, con indifferenza e con le tasche piene di denaro. Non tarda però ad arrivare la reazione del clan mafioso; dopo essere risaliti al protettore, gli Yakuza assumono due killer per eliminare gli altri quattro. Bandai e i superstiti si danno alla fuga, ma i due killer gli sono di continuo alle calcagna. Si preannuncia un epilogo sanguinoso.

## Curiosità
- Questo è il primo film che Takeshi Kitano ha girato dopo l'incidente motociclistico del 1994. La benda sull'occhio destro che indossa durante il film era una vera medicazione, in quanto l'attore perdeva fluidi dall'occhio.[1]